# Le Rheu

Le Rheu este o comună în departamentul Ille-et-Vilaine, Franța. În 1 ianuarie 2022 avea o populație de 9.823 de locuitori.